# Золушка (список балетов)
Зо́лушка (Cinderella, «Сандрильона») — добрая и трудолюбивая девушка, без устали выполняющая самую грязную работу по дому. Её третирует мачеха и унижают сводные сестры, однако благодаря заботе своей феи-крёстной, она встречает сказочного принца, который меняет её жизнь. Сюжет этой волшебной сказки, наиболее популярной в изложении Шарля Перро (1697), привлекает балетных композиторов и постановщиков с начала XIX века. Построенный на сильном контрасте, он позволяет применить в театре широкий спектр приёмов — от гротеска до лирики и волшебства. В качестве музыкального произведения в настоящее время известен лишь балет Сергея Прокофьева (1944).

## Постановки

### На музыку различных композиторов
- 1822, Лондон — «Золушка» на музыку Фернандо Сора, балетмейстер Альбер (3 марта 1823 — парижская Опера). Вскоре эта постановка была перенесена в Россию супругой композитора, балериной Фелицатой Гюллень-Сор (совместно с Иваном Лобановым), она же исполнила главную партию. Премьера состоялась в московском Театре на Моховой 31 января 1824 года. 6 января 1825 спектаклем был открыт Большой театр. Впоследствии балет неоднократно возобновлялся.
- 1871, Большой театр, Москва — «Волшебный башмачок» («Сандрильона») на музыку Карл Мюльдорфера, балетмейстер — Вацлав Рейзингер. Первоначально планировалось заказать музыку для этой постановки П. И. Чайковскому[1]. Постановка возобновлялась Алексеем Богдановым (1889) и Иваном Хлюстиным (1899).
- 5 [17] декабря 1893, Мариинский театр, Санкт-Петербург — «Золушка[англ.]» на музыку Бориса Фитингоф-Шеля, балетмейстеры: Энрико Чеккетти (I и III акты), Лев Иванов (II акт), художественное руководство — Мариус Петипа. Главные партии исполняли Пьерина Леньяни (Сандрильона) и Павел Гердт (принц Шарман). В этом спектакле впервые в России балериной были исполнены 32 фуэте.
- 2 мая 1901, Королевская опера, Берлин — «Золушка[англ.]» Иоганна Штрауса. Единственный балет композитора, партитура окончена Йозефом Байером в 1900 году. Балетмейстер — Эмиль Граб (Emil Graeb), главную партию исполнила Антониетта Дель-Эра. В 2008 году свою версию спектакля в Национальном театр Боснии и Герцеговины (Сараево) поставил Василий Медведев[2], либретто Яны Темиз перенесло действие в 60-е годы XX века. В 2009 году постановка перенесена в Измир (Турция)[3], в 2011 году — на сцену Харьковского театра оперы и балета (Украина)[4].
- 1935, «Клуб Рамбер», Лондон — «Золушка». Балетмейстер Андре Ховард.
- 1938, Русский балет полковника де Базиля — «Золушка» на музыку Камиля Эрланже. Балетмейстер Михаил Фокин, в главной партии — Татьяна Рябушинская.

### На музыку С. С. Прокофьева
- 21 ноября 1945 — Большой театр, Москва. Балетмейстер Ростислав Захаров, либретто Николая Волкова, художник Пётр Вильямс. Первые исполнители: Золушка — Ольга Лепешинская (затем — Галина Уланова), Принц — Михаил Габович (затем — Владимир Преображенский).
- 8 апреля 1946 — Театр им. Кирова, Ленинград. Балетмейстер — Константин Сергеев, либретто Николая Волкова, художник Борис Эрдман. Первые исполнители: Золушка — Наталия Дудинская, Принц — Константин Сергеев. Новая редакция — 1964.
- 23 декабря 1948 — «Сэдлерс-Уэллс балле», Лондон. Балетмейстер Фредерик Аштон. Первые исполнители: Золушка — Мойра Ширер, Принц — Майкл Сомс[англ.], Шут — Александр Грант, сёстры Золушки — Фредерик Аштон и Роберт Хелпман.
- 1968 — Одесский театр оперы и балета. Балетмейстер Олег Виноградов.
- 29 ноября 1985 — Лионская опера. Балетмейстер Маги Марен.
- 25 октября 1986 — Парижская опера. Балетмейстер Рудольф Нуреев, художник по костюмам Петрика Ионеско и Ханае Мори[англ.][уточнить]. Первые исполнители: Золушка — Сильви Гиллем, Кинозвезда — Шарль Жюд[фр.] (?), Продюсер — Рудольф Нуреев.
- 1991 — «Кремлёвский балет», Москва. Балетмейстер Владимир Васильев, художник Жерар Пипар. Первые исполнители: Золушка — Екатерина Максимова, Принц — Андрис Лиепа, Мачеха — Владимир Васильев.
- 3 апреля 1999 — Балет Монте-Карло. Балетмейстер Жан-Кристоф Майо[англ.], художник Эрнест Пиньон. Первые исполнители: Золушка — Орели Шефер[фр.], Фея — Бернис Коппьетерс[англ.].
- 5 марта 2002 — Мариинский театр, Санкт-Петербург. Балетмейстер — Алексей Ратманский, художник И. Уткин. Первые исполнители: Золушка — Диана Вишнёва, Принц — Андрей Меркурьев, Мачеха — Юлия Махалина, Худышка — Виктория Терёшкина, Кубышка — Маргарита Куллик.
- 14 сентября 2017 — Михайловский театр, Санкт-Петербург (восстановление постановки Большого театра 1945 года). Хореография Ростислава Захарова в редакции Михаила Мессерера, сценография и костюмы Вячеслава Окунева по эскизам Петра Вильямса. Первые исполнители: Золушка — Анастасия Соболева (затем Анжелина Воронцова), Принц — Виктор Лебедев (затем Иван Зайцев).
- 25 мая 2022 — Шведская королевская опера, Стокгольм. Балетмейстер Тамара Рохо, оформление и костюмы — Кристиан Лакруа, световые проекции — Тобиас Рилендер. Первые исполнители: Золушка — Мадлен Ву, Принц — Джанмарко Романо.